# 1. Fußball-Club Kaiserslautern 1995-1996
Questa voce raccoglie le informazioni riguardanti il 1. Fußball-Club Kaiserslautern nelle competizioni ufficiali della stagione 1995-1996.

## Stagione
Nella stagione 1995-1996 il Kaiserslautern, allenato da Friedel Rausch e Eckhard Krautzun, concluse il campionato di Bundesliga al 16º posto e fu retrocesso in 2. Bundesliga. In Coppa di Germania il Kaiserslautern vinse la finale con il Karlsruhe. In Coppa UEFA il Kaiserslautern fu eliminato al secondo turno dal Real Betis.

## Rosa
| N. |                      | Ruolo | Calciatore           |
| -- | -------------------- | ----- | -------------------- |
| 1  | Germania (bandiera)  | P     | Andreas Reinke       |
| 2  | Germania (bandiera)  | C     | Frank Greiner        |
| 4  | Germania (bandiera)  | D     | Axel Roos            |
| 5  | Rep. Ceca (bandiera) | D     | Miroslav Kadlec      |
| 6  | Germania (bandiera)  | D     | Andreas Brehme       |
| 7  | Germania (bandiera)  | C     | Uwe Wegmann          |
| 8  | Germania (bandiera)  | C     | Martin Wagner        |
| 9  | Rep. Ceca (bandiera) | A     | Pavel Kuka           |
| 10 | Germania (bandiera)  | C     | Claus-Dieter Wollitz |
| 11 | Germania (bandiera)  | A     | Olaf Marschall       |
| 12 | Australia (bandiera) | P     | Mark Schwarzer       |
| 13 | Germania (bandiera)  | D     | Roger Lutz           |
| 14 | Germania (bandiera)  | D     | Mario Kern           |

| N. |                      | Ruolo | Calciatore       |
| -- | -------------------- | ----- | ---------------- |
| 15 | Germania (bandiera)  | D     | Thomas Hengen    |
| 18 | Germania (bandiera)  | A     | Jürgen Rische    |
| 19 | Germania (bandiera)  | C     | Dirk Flock       |
| 20 | Germania (bandiera)  | D     | Oliver Schäfer   |
| 21 | Germania (bandiera)  | D     | Harry Koch       |
| 22 | Germania (bandiera)  | P     | Gerald Ehrmann   |
| 23 | Germania (bandiera)  | C     | Thomas Riedl     |
| 24 | Germania (bandiera)  | A     | Marco Reich      |
| 25 | Turchia (bandiera)   | C     | Cem Karaca       |
| 27 | Rep. Ceca (bandiera) | A     | Horst Siegl      |
| 28 | Germania (bandiera)  | A     | Christoph Dengel |
| 30 | Brasile (bandiera)   | C     | Arílson          |

## Organigramma societario
Area tecnica
- Allenatore: Eckhard Krautzun
- Allenatore in seconda:
- Preparatore dei portieri:
- Preparatori atletici:

## Calciomercato

### Sessione estiva
| Acquisti | Acquisti             | Acquisti              | Acquisti |
| R.       | Nome                 | da                    | Modalità |
| -------- | -------------------- | --------------------- | -------- |
| A        | Horst Siegl          | Sparta Praga          |          |
| C        | Frank Greiner        | Colonia               |          |
| C        | Bernd Hollerbach     | St. Pauli             |          |
| D        | Mario Kern           | Dinamo Dresda         |          |
| D        | Harry Koch           | TSV Vestenbergsgreuth |          |
| P        | Mark Schwarzer       | Dinamo Dresda         |          |
| C        | Uwe Wegmann          | Bochum                |          |
| C        | Claus-Dieter Wollitz | Wolfsburg             |          |

| Cessioni | Cessioni        | Cessioni      | Cessioni |
| R.       | Nome            | a             | Modalità |
| -------- | --------------- | ------------- | -------- |
| C        | Dirk Anders     | Duisburg      |          |
| C        | Matthias Hamann | Monaco 1860   |          |
| C        | Marco Haber     | Stoccarda     |          |
| A        | Stefan Kuntz    | Beşiktaş      |          |
| C        | Michael Lusch   | Uerdingen 05  |          |
| C        | Ciriaco Sforza  | Bayern Monaco |          |

### Sessione invernale
| Acquisti | Acquisti      | Acquisti          | Acquisti |
| R.       | Nome          | da                | Modalità |
| -------- | ------------- | ----------------- | -------- |
| A        | Jürgen Rische | Lokomotive Lipsia |          |
| C        | Arílson       | Grêmio            |          |

| Cessioni | Cessioni         | Cessioni  | Cessioni |
| R.       | Nome             | a         | Modalità |
| -------- | ---------------- | --------- | -------- |
| C        | Bernd Hollerbach | Amburgo   |          |
| D        | Thomas Ritter    | Karlsruhe |          |

## Risultati

### Bundesliga

#### Girone di andata
| Arbitro: | Zerr |

|              |           |            |
| Herrlich 72’ | Marcatori | 74’ Wagner |

| Arbitro: | Albrecht |

|            |           |                                      |
| Kadlec 90’ | Marcatori | 10’ Dahlin 69’ Sternkopf 76’ Wynhoff |

| Arbitro: | Fröhlich |

|              |           |               |
| Savichev 56’ | Marcatori | 24’, 36’ Kuka |

| Arbitro: | Jansen |

|                   |           |           |
| Brehme 44’ (rig.) | Marcatori | 84’ Bobic |

| Arbitro: | Krug |

|                                                |           |            |
| Hagner 44’ Kadlec 70’ (aut.) Okocha 79’ (rig.) | Marcatori | 72’ Hengen |

| Arbitro: | Strampe |

|                              |           |                            |
| Brehme 20’ (rig.) Hengen 56’ | Marcatori | 13’, 87’ Babbel 45’ Sforza |

| Arbitro: | Weber |

|           |           |            |
| Basler 7’ | Marcatori | 85’ Wagner |

| Arbitro: | Best |

|            |           |             |
| Hengen 10’ | Marcatori | 34’ Polster |

| Arbitro: | Fleischer |

|            |           |               |
| Mulder 83’ | Marcatori | 40’ Marschall |

| Arbitro: | Malbranc |

|                        |           |  |
| Wagner 39’ Wollitz 74’ | Marcatori |  |

| Arbitro: | Koop |

|                  |           |  |
| Wagner 7’ (aut.) | Marcatori |  |

| Arbitro: | Krug |

|                            |           |                     |
| Kuka 6’ Wollitz 85’ (rig.) | Marcatori | 28’ Dundee 86’ Knup |

| Arbitro: | Wagner |

|               |           |            |
| Bittengel 76’ | Marcatori | 86’ Wagner |

| Kaiserslautern 18 novembre 1995, ore 15:30 CET 14ª giornata | Kaiserslautern | 0 – 0 referto | Monaco 1860 | Fritz-Walter-Stadion (38 000 spett.)\| Arbitro: \| Aust \| |
| Arbitro:                                                    | Aust           |               |             |                                                            |

| Arbitro: | Habermann |

|          |           |                         |
| Kuka 73’ | Marcatori | 51’ Spanring 86’ Korell |

| Arbitro: | Dardenne |

|                                 |           |  |
| Weilandt 27’ Schneider 34’, 57’ | Marcatori |  |

| Arbitro: | Fröhlich |

|            |           |  |
| Rische 58’ | Marcatori |  |

#### Girone di ritorno
| Arbitro: | Berg |

|          |           |           |
| Kuka 23’ | Marcatori | 9’ Ricken |

| Arbitro: | Fleske |

|            |           |             |
| Dahlin 25’ | Marcatori | 49’ Wegmann |

| Kaiserslautern 23 febbraio 1996, ore 20:00 CET 20ª giornata | Kaiserslautern | 0 – 0 referto | St. Pauli | Fritz-Walter-Stadion (31 496 spett.)\| Arbitro: \| Jansen \| |
| Arbitro:                                                    | Jansen         |               |           |                                                              |

| Arbitro: | Zerr |

|                     |           |  |
| Élber 57’ Haber 83’ | Marcatori |  |

| Arbitro: | Werthmann |

|            |           |            |
| Wagner 48’ | Marcatori | 88’ Schupp |

| Arbitro: | Weber |

|                      |           |  |
| Herzog 12’ Ziege 67’ | Marcatori |  |

| Kaiserslautern 23 marzo 1996, ore 15:30 CET 24ª giornata | Kaiserslautern | 0 – 0 referto | Werder Brema | Fritz-Walter-Stadion (37 178 spett.)\| Arbitro: \| Scheuerer \| |
| Arbitro:                                                 | Scheuerer      |               |              |                                                                 |

| Arbitro: | Heynemann |

|  |           |           |
|  | Marcatori | 8’ Wagner |

| Kaiserslautern 4 aprile 1996, ore 20:00 CEST 26ª giornata | Kaiserslautern | 0 – 0 referto | Schalke 04 | Fritz-Walter-Stadion (38 500 spett.)\| Arbitro: \| Pohlmann \| |
| Arbitro:                                                  | Pohlmann       |               |            |                                                                |

| Arbitro: | Fröhlich |

|                                     |           |          |
| Werner 71’ (rig.) Brehme 74’ (aut.) | Marcatori | 34’ Kuka |

| Arbitro: | Steinborn |

|            |           |                       |
| Hengen 87’ | Marcatori | 11’ Albertz 65’ Spörl |

| Karlsruhe 19 aprile 1996, ore 20:00 CEST 29ª giornata | Karlsruhe | 0 – 0 referto | Kaiserslautern | Wildparkstadion (33 700 spett.)\| Arbitro: \| Dardenne \| |
| Arbitro:                                              | Dardenne  |               |                |                                                           |

| Arbitro: | Albrecht |

|                                |           |  |
| Kuka 4’ Wagner 37’ Wegmann 72’ | Marcatori |  |

| Arbitro: | Strampe |

|            |           |               |
| Bodden 33’ | Marcatori | 45’ Marschall |

| Friburgo in Brisgovia 3 maggio 1996, ore 20:00 CEST 32ª giornata | Friburgo  | 0 – 0 referto | Kaiserslautern | Dreisamstadion (22 500 spett.)\| Arbitro: \| Habermann \| |
| Arbitro:                                                         | Habermann |               |                |                                                           |

| Arbitro: | Jansen |

|                     |           |  |
| Kuka 8’, 14’ (rig.) | Marcatori |  |

| Arbitro: | Heynemann |

|           |           |          |
| Münch 82’ | Marcatori | 58’ Kuka |

### Coppa di Germania
| Arbitro: | Pohlmann |

|                              |           |                                              |
| Hey 65’ Svinggaard 90’, 111’ | Marcatori | 25’ Kuka 90’ Marschall 95’ Wagner 118’ Flock |

| Arbitro: | Scheuerer |

|                              |           |  |
| Koch 74’ Kuka 82’ Hengen 88’ | Marcatori |  |

| Arbitro: | Heynemann |

|          |           |  |
| Koch 42’ | Marcatori |  |

| Arbitro: | Steinborn |

|                                      |           |                                    |
| Goumai 35’ Arveladze 54’ Collins 74’ | Marcatori | 14’, 18’ Kuka 68’ Flock 117’ Siegl |

| Arbitro: | Strampe |

|            |           |  |
| Kadlec 34’ | Marcatori |  |

| Arbitro: | Krug |

|            |           |  |
| Wagner 42’ | Marcatori |  |

### Coppa UEFA
| Arbitro: | Nilsson |

|                       |           |                |
| Tittel 28’ Soboňa 74’ | Marcatori | 64’ Hollerbach |

| Arbitro: | Çakar |

|                              |           |  |
| Wegmann 27’, 56’ Wollitz 38’ | Marcatori |  |

| Arbitro: | Agius |

|          |           |                             |
| Koch 46’ | Marcatori | 45’, 73’ Alfonso 54’ Alexis |

| Arbitro: | Pairetto |

|           |           |  |
| Jarni 55’ | Marcatori |  |

## Statistiche

### Statistiche di squadra
| Competizione      | Punti | In casa | In casa | In casa | In casa | In casa | In casa | In trasferta | In trasferta | In trasferta | In trasferta | In trasferta | In trasferta | Totale | Totale | Totale | Totale | Totale | Totale | DR |
| Competizione      | Punti | G       | V       | N       | P       | Gf      | Gs      | G            | V            | N            | P            | Gf           | Gs           | G      | V      | N      | P      | Gf     | Gs     | DR |
| ----------------- | ----- | ------- | ------- | ------- | ------- | ------- | ------- | ------------ | ------------ | ------------ | ------------ | ------------ | ------------ | ------ | ------ | ------ | ------ | ------ | ------ | -- |
| Bundesliga        | 36    | 17      | 4       | 9       | 4       | 19      | 16      | 17           | 2            | 9            | 6            | 12           | 21           | 34     | 6      | 18     | 10     | 31     | 37     | -6 |
| Coppa di Germania | -     | 4       | 4       | 0       | 0       | 6       | 0       | 2            | 2            | 0            | 0            | 8            | 6            | 6      | 6      | 0      | 0      | 14     | 6      | +8 |
| Coppa UEFA        | -     | 2       | 1       | 0       | 1       | 4       | 3       | 2            | 0            | 0            | 2            | 1            | 3            | 4      | 1      | 0      | 3      | 5      | 6      | -1 |
| Totale            | 36    | 23      | 9       | 9       | 5       | 29      | 19      | 21           | 4            | 9            | 8            | 21           | 30           | 44     | 13     | 18     | 13     | 50     | 49     | +1 |

### Andamento in campionato
| Giornata  | 1 | 2  | 3  | 4  | 5  | 6  | 7  | 8  | 9  | 10 | 11 | 12 | 13 | 14 | 15 | 16 | 17 | 18 | 19 | 20 | 21 | 22 | 23 | 24 | 25 | 26 | 27 | 28 | 29 | 30 | 31 | 32 | 33 | 34 |
| --------- | - | -- | -- | -- | -- | -- | -- | -- | -- | -- | -- | -- | -- | -- | -- | -- | -- | -- | -- | -- | -- | -- | -- | -- | -- | -- | -- | -- | -- | -- | -- | -- | -- | -- |
| Luogo     | T | C  | T  | C  | T  | C  | T  | C  | T  | C  | T  | C  | T  | C  | C  | T  | C  | C  | T  | C  | T  | C  | T  | C  | T  | C  | T  | C  | T  | C  | T  | T  | C  | T  |
| Risultato | N | P  | V  | N  | P  | P  | N  | N  | N  | V  | P  | N  | N  | N  | P  | P  | V  | N  | N  | N  | P  | N  | P  | N  | V  | N  | P  | P  | N  | V  | N  | N  | V  | N  |
| Posizione | 8 | 16 | 10 | 10 | 14 | 15 | 15 | 16 | 16 | 10 | 13 | 14 | 14 | 14 | 15 | 16 | 14 | 14 | 15 | 16 | 16 | 16 | 17 | 17 | 16 | 16 | 17 | 17 | 17 | 17 | 16 | 16 | 16 | 16 |

Legenda:

Luogo: C = Casa; T = Trasferta. Risultato: V = Vittoria; N = Pareggio; P = Sconfitta.

### Statistiche dei giocatori
| Giocatore     | Bundesliga | Bundesliga | Bundesliga  | Bundesliga | Coppa di Germania | Coppa di Germania | Coppa di Germania | Coppa di Germania | Coppa UEFA | Coppa UEFA | Coppa UEFA  | Coppa UEFA | Totale   | Totale | Totale      | Totale     |
| Giocatore     | Presenze   | Reti       | Ammonizioni | Espulsioni | Presenze          | Reti              | Ammonizioni       | Espulsioni        | Presenze   | Reti       | Ammonizioni | Espulsioni | Presenze | Reti   | Ammonizioni | Espulsioni |
| ------------- | ---------- | ---------- | ----------- | ---------- | ----------------- | ----------------- | ----------------- | ----------------- | ---------- | ---------- | ----------- | ---------- | -------- | ------ | ----------- | ---------- |
| D. Anders     | 6          | 0          | 0           | 0          | 1                 | 0                 | 0                 | 0                 | 2          | 0          | 0           | 0          | 9        | 0      | 0           | 0          |
| A. Arílson    | 10         | 0          | 2           | 0          | 0                 | 0                 | 0                 | 0                 | 0          | 0          | 0           | 0          | 10       | 0      | 2           | 0          |
| A. Brehme     | 30         | 2          | 7           | 0          | 5                 | 0                 | 0                 | 1                 | 4          | 0          | 1           | 0          | 39       | 2      | 8           | 1          |
| C. Dengel     | 2          | 0          | 0           | 0          | 0                 | 0                 | 0                 | 0                 | 0          | 0          | 0           | 0          | 2        | 0      | 0           | 0          |
| G. Ehrmann    | 1          | 0          | 0           | 0          | 0                 | 0                 | 0                 | 0                 | 0          | 0          | 0           | 0          | 1        | 0      | 0           | 0          |
| D. Flock      | 17         | 0          | 0           | 0          | 3                 | 2                 | 0                 | 0                 | 4          | 0          | 0           | 0          | 24       | 2      | 0           | 0          |
| F. Greiner    | 21         | 0          | 9           | 0          | 4                 | 0                 | 1                 | 0                 | 2          | 0          | 0           | 0          | 27       | 0      | 10          | 0          |
| M. Hamann     | 8          | 0          | 3           | 0          | 2                 | 0                 | 0                 | 0                 | 2          | 0          | 0           | 0          | 12       | 0      | 3           | 0          |
| T. Hengen     | 25         | 4          | 2           | 0          | 3                 | 1                 | 0                 | 0                 | 3          | 0          | 2           | 0          | 31       | 5      | 4           | 0          |
| B. Hollerbach | 10         | 0          | 2           | 1          | 3                 | 0                 | 0                 | 1                 | 3          | 1          | 2           | 0          | 16       | 1      | 4           | 2          |
| M. Kadlec     | 31         | 1          | 1           | 0          | 6                 | 1                 | 0                 | 0                 | 2          | 0          | 0           | 0          | 39       | 2      | 1           | 0          |
| C. Karaca     | 0          | 0          | 0           | 0          | 0                 | 0                 | 0                 | 0                 | 0          | 0          | 0           | 0          | 0        | 0      | 0           | 0          |
| M. Kern       | 4          | 0          | 1           | 0          | 1                 | 0                 | 1                 | 0                 | 0          | 0          | 0           | 0          | 5        | 0      | 2           | 0          |
| H. Koch       | 30         | 0          | 2           | 1          | 6                 | 2                 | 1                 | 0                 | 3          | 1          | 0           | 0          | 39       | 3      | 3           | 1          |
| P. Kuka       | 30         | 10         | 3           | 1          | 6                 | 4                 | 0                 | 0                 | 3          | 0          | 0           | 0          | 39       | 14     | 3           | 1          |
| R. Lutz       | 15         | 0          | 2           | 0          | 4                 | 0                 | 1                 | 0                 | 2          | 0          | 0           | 0          | 21       | 0      | 3           | 0          |
| O. Marschall  | 19         | 2          | 3           | 0          | 5                 | 1                 | 0                 | 0                 | 3          | 0          | 0           | 0          | 27       | 3      | 3           | 0          |
| M. Reich      | 0          | 0          | 0           | 0          | 0                 | 0                 | 0                 | 0                 | 0          | 0          | 0           | 0          | 0        | 0      | 0           | 0          |
| A. Reinke     | 29         | 0          | 0           | 0          | 6                 | 0                 | 0                 | 0                 | 4          | 0          | 0           | 0          | 39       | 0      | 0           | 0          |
| T. Riedl      | 13         | 0          | 1           | 0          | 1                 | 0                 | 1                 | 0                 | 1          | 0          | 0           | 0          | 15       | 0      | 2           | 0          |
| J. Rische     | 17         | 1          | 2           | 0          | 1                 | 0                 | 0                 | 0                 | 0          | 0          | 0           | 0          | 18       | 1      | 2           | 0          |
| T. Ritter     | 4          | 0          | 2           | 0          | 1                 | 0                 | 1                 | 0                 | 0          | 0          | 0           | 0          | 5        | 0      | 3           | 0          |
| A. Roos       | 24         | 0          | 5           | 0          | 4                 | 0                 | 1                 | 0                 | 3          | 0          | 0           | 0          | 31       | 0      | 6           | 0          |
| M. Schwarzer  | 4          | 0          | 1           | 0          | 0                 | 0                 | 0                 | 0                 | 0          | 0          | 0           | 0          | 4        | 0      | 1           | 0          |
| O. Schäfer    | 31         | 0          | 6           | 0          | 5                 | 0                 | 1                 | 0                 | 3          | 0          | 0           | 0          | 39       | 0      | 7           | 0          |
| H. Siegl      | 13         | 0          | 1           | 0          | 4                 | 1                 | 0                 | 0                 | 0          | 0          | 0           | 0          | 17       | 1      | 1           | 0          |
| M. Wagner     | 27         | 7          | 11          | 0          | 4                 | 2                 | 2                 | 0                 | 4          | 0          | 2           | 0          | 35       | 9      | 15          | 0          |
| U. Wegmann    | 26         | 2          | 5           | 1          | 4                 | 0                 | 0                 | 0                 | 4          | 2          | 0           | 0          | 34       | 4      | 5           | 1          |
| C. Wollitz    | 26         | 2          | 5           | 0          | 5                 | 0                 | 2                 | 0                 | 4          | 1          | 1           | 0          | 35       | 3      | 8           | 0          |